# Kaiserpfalz Gelnhausen

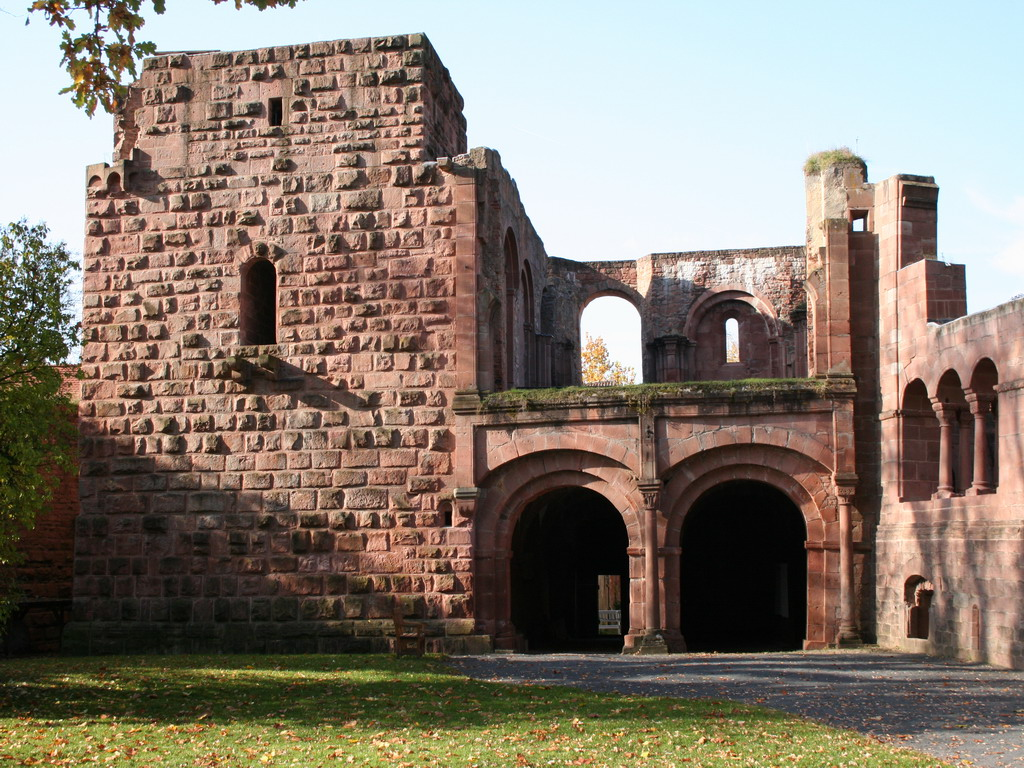
Toranlage, Hofseite. Links der Bergfried mit rechteckigem Grundriss und dem ehemaligen Zugang in 7 m Höhe

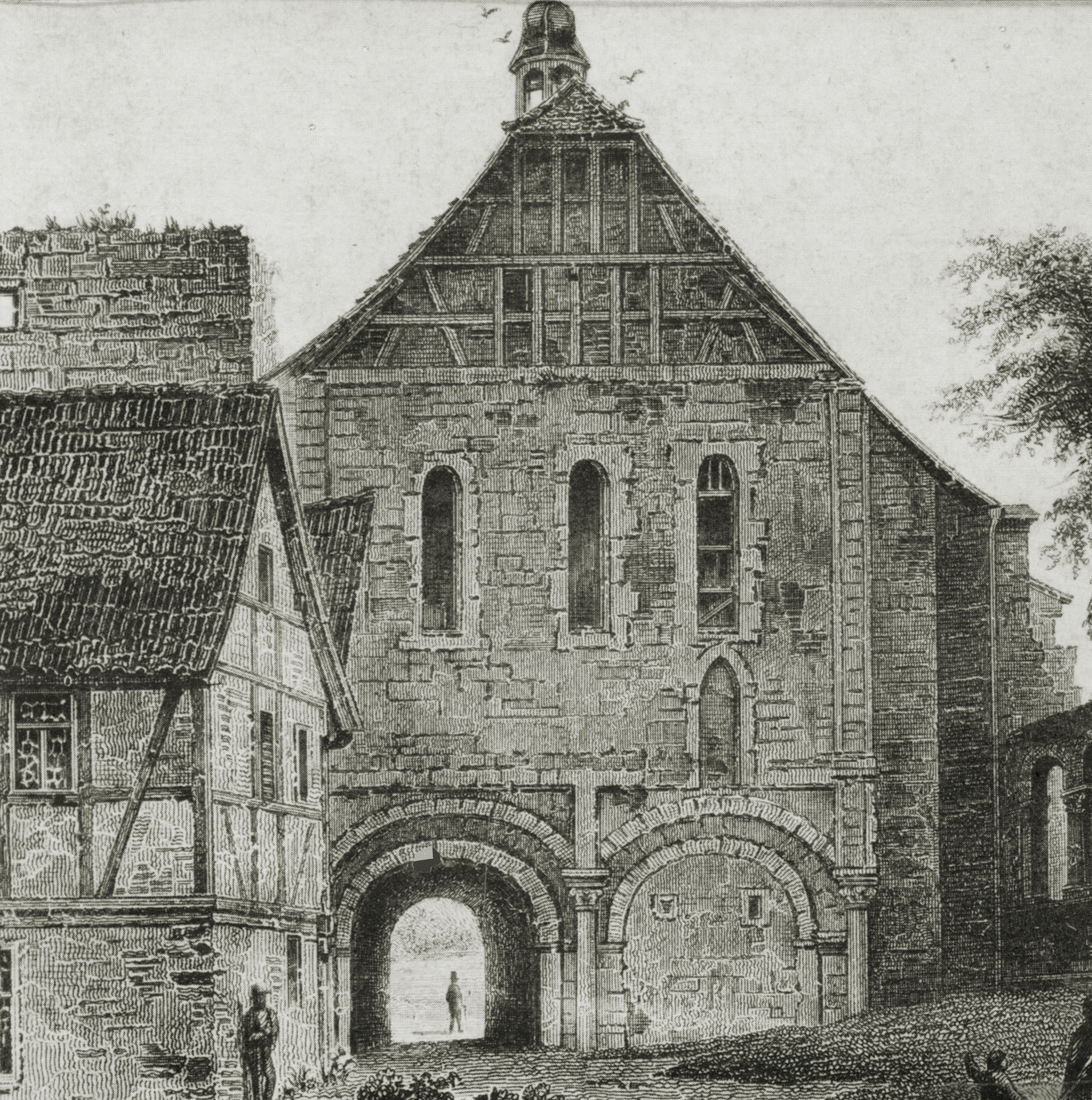
Toranlage, gleiche Ansicht um 1850 mit erhaltener Kapelle im 1. Stock

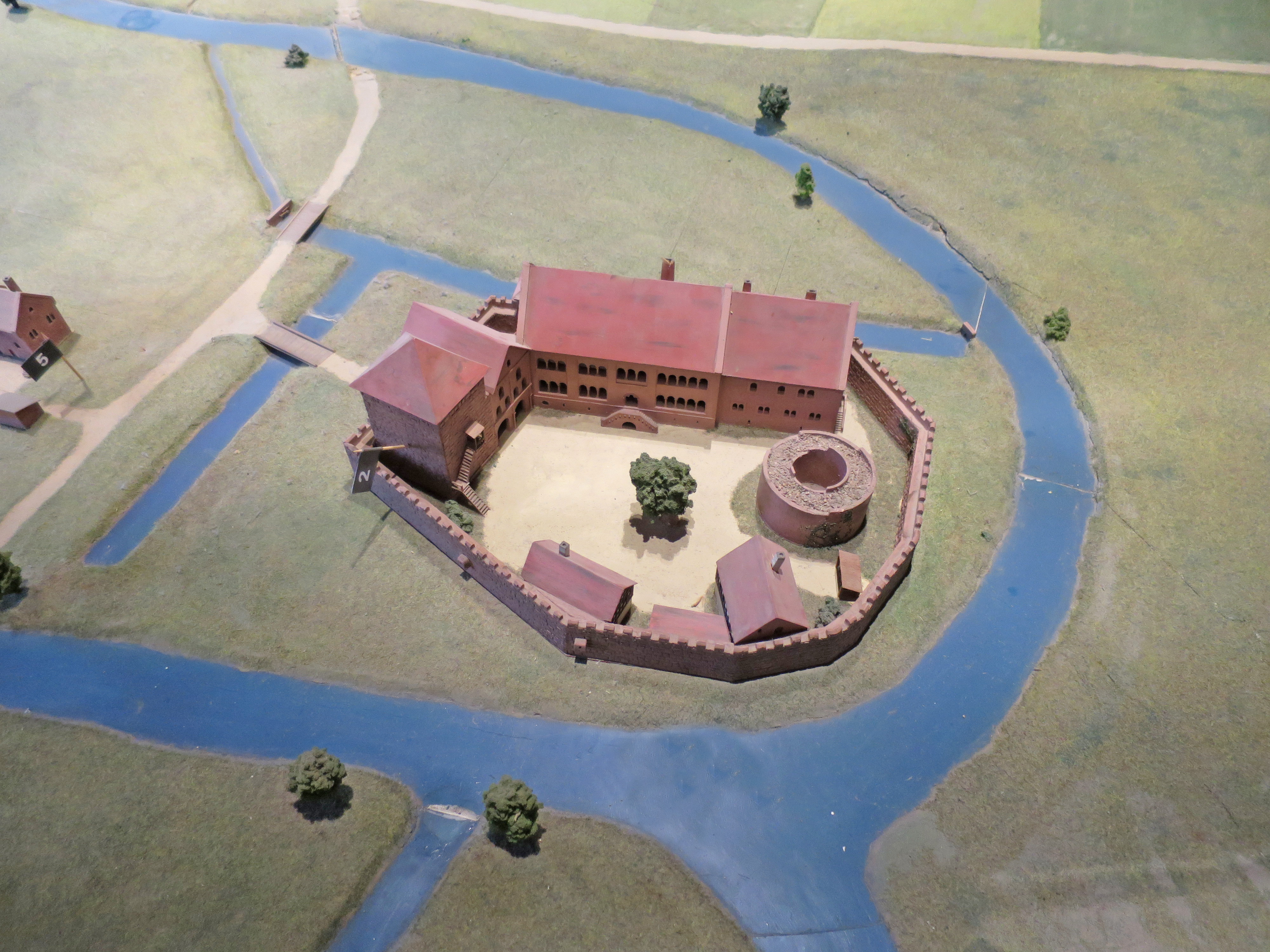
Modell im Museum an der Kaiserpfalz Gelnhausen

Die Kaiserpfalz Gelnhausen, auch Barbarossaburg genannt, geht, wie die 1170 gegründete, benachbarte Stadt Gelnhausen, auf Kaiser Friedrich I. (Barbarossa) zurück. Die Kaiserpfalz diente dem Ausbau und der Sicherung des Reichsbesitzes in der Wetterau und an der Via Regia zwischen Frankfurt am Main und Leipzig durch die Staufer. Trotz ihres ruinenhaften Zustands gilt sie wegen der nahezu ausschließlich originalen Bausubstanz als die besterhaltene Pfalzanlage der Stauferzeit.

## Geografische Lage

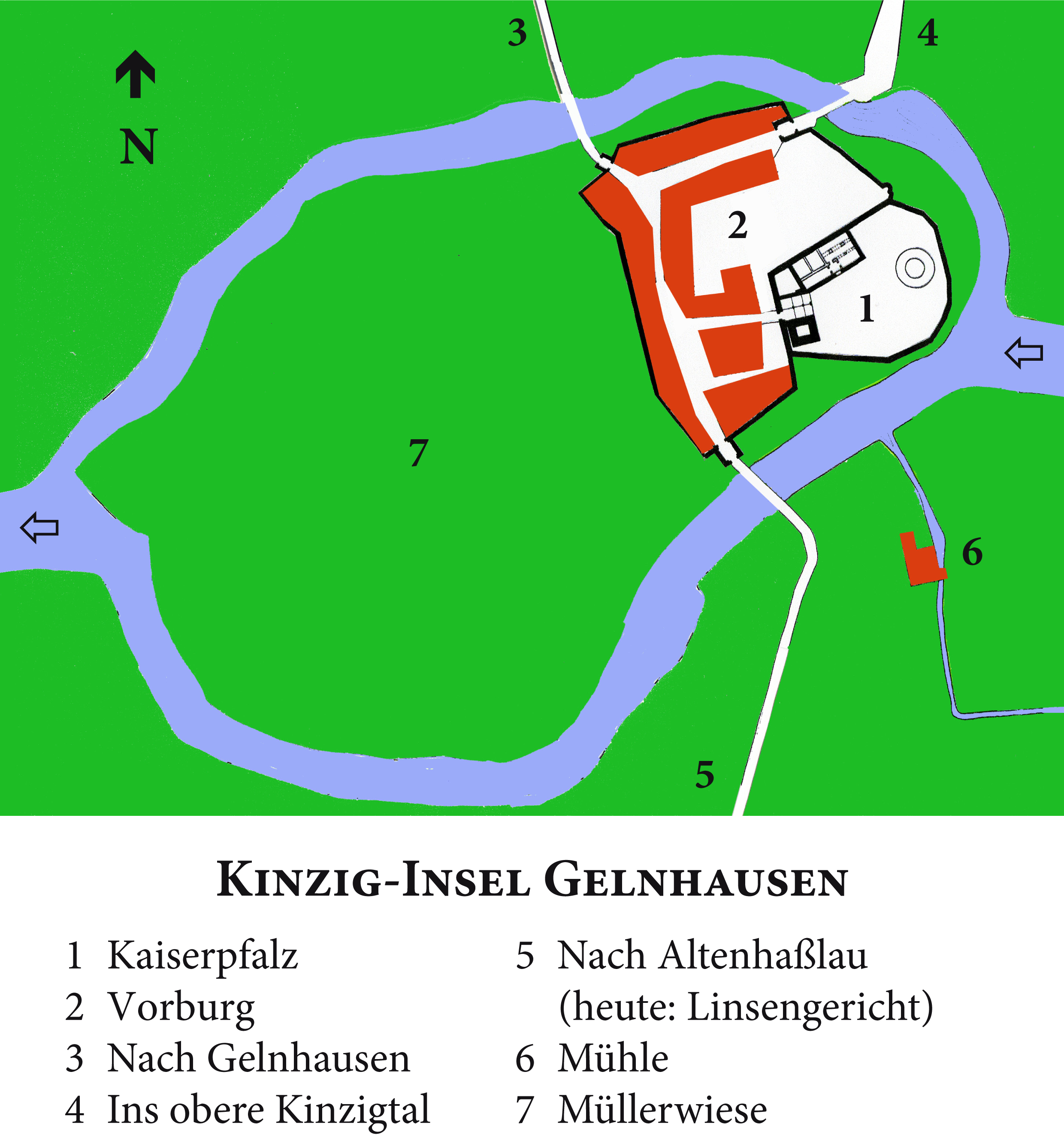
Lage der Kaiserpfalz auf der Kinzig-Insel

Die Anlage liegt – zusammen mit einer Siedlung der Burgmannen – auf einer Insel der Kinzig unterhalb der am nördlichen Talhang gelegenen Stadt Gelnhausen. Diese Wasserburg hat einen polygonalen Grundriss und nimmt das südöstliche Ende der ehemaligen Insel ein. Gegen die restliche Insel war sie durch einen zusätzlichen Graben vor dem Torbau gesichert. Zu der Insel führten drei Brücken: Im Nordwesten die Verbindung zur Stadt Gelnhausen, im Nordosten die Verbindung zum oberen Kinzigtal und im Süden zur Straße nach Altenhaßlau.
Die Anlage war Teil eines Netzwerkes benachbarter Pfalzen in Frankfurt, Friedberg, Wetzlar, Trebur und Seligenstadt, die das Gebiet der Wetterau sicherten. Hinzu traten die Burgen der reichsnahen Ministerialen Hagen-Münzenberg in Münzenberg und der Herren von Büdingen in Büdingen. Letztere Anlage weist Steinmetzzeichen auf, die auch in der Pfalz Gelnhausen vorkommen.

## Geschichte

### Anfänge

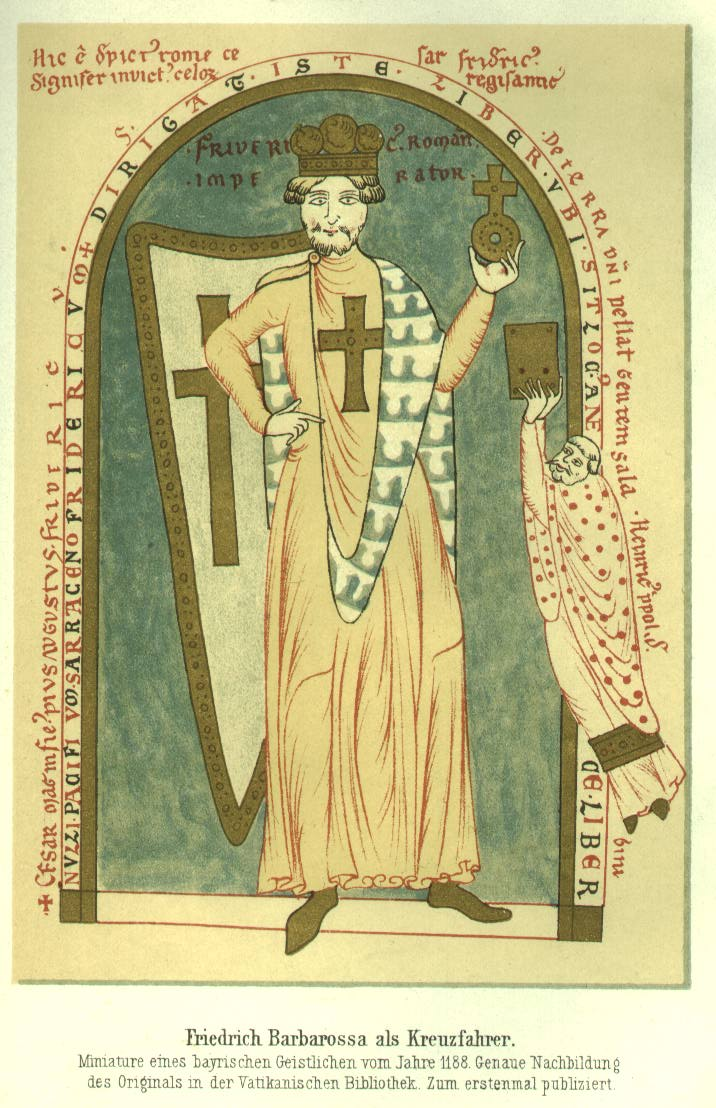
Der Bauherr: Kaiser Friedrich I.

Die Bauzeit der Pfalz kann heute recht genau eingegrenzt werden, wodurch der jahrzehntelange Streit über diese Frage geklärt ist. Zum einen ist durch die verwendeten Steinmetzzeichen die relative Chronologie des Bauablaufs bekannt: Deren große Zahl, 57 unterschiedliche sind dokumentiert, insgesamt etwa 500 erhalten, belegen, dass zunächst der viereckige Bergfried an der Toranlage hochgezogen und der westliche Teil der Ringmauer begonnen wurde. Nachdem der Turm errichtet war, wurde das Untergeschoss des Palas gebaut. Dann kam es zu einer Bauunterbrechung. Mit einer neuen Mannschaft Handwerker wurden die beiden Obergeschosse des Palas aufgesetzt und anschließend die Torhalle mit der Kapelle errichtet. Abschließend wurde die südliche Ringmauer fertiggestellt. Insgesamt arbeiteten über 60 Steinmetzen auf der Baustelle, aber nur immer 10 bis 20 gleichzeitig. Zum anderen konnten 1992 drei Gründungspfähle aus dem Bereich der Torhalle dendrochronologisch untersucht werden, die alle auf den Winter 1169/70 oder den Sommer 1170 datieren. Da die Torhalle in das letzte Drittel der Bauaktivitäten fällt, kann also davon ausgegangen werden, dass die wesentlichen Bauten etwa im Zeitraum 1160 bis 1180 entstanden. Es kann aber sein, dass abschließende Arbeiten sich bis in die Regierungszeit Heinrich VI. hinzogen. Die Aufsicht über die Baustelle wurde möglicherweise durch Hartmann von Büdingen oder durch Goswin von Ortenberg geführt.
Die Pfalz Gelnhausen war 1180 Schauplatz des großen Hoftages zu Gelnhausen, auf dem Heinrich dem Löwen in Abwesenheit der Prozess gemacht und sein Besitz aufgeteilt wurde. In den folgenden Jahren fanden dort weitere Hoftage statt. Insgesamt sind sieben Aufenthalte von Kaiser Friedrich I., acht von Heinrich VI., zwei von Philipp von Schwaben, mindestens vier von Friedrich II., sieben oder acht von Heinrich VII., einer von Konrad IV., zwei von Wilhelm von Holland, drei von Rudolf I. und einer von Adolf von Nassau belegt. Bei den späteren, weiteren Aufenthalten von Herrschern in Gelnhausen haben diese wahrscheinlich aufgrund des inzwischen schlechten baulichen Zustands der Anlage nicht mehr in der Pfalz gewohnt, sondern in der Stadt. Kaiser Maximilian I. wohnte bei seinen drei Aufenthalten in Gelnhausen jeweils am Untermarkt.

### Organisation
Die Pfalz war zur Stauferzeit eine Reichsburg, hatte einen Burggrafen und Burgmannen. Als Zubehör verfügte sie über den Büdinger Wald, in dem die Burgbewohner noch bis in das 19. Jahrhundert Holzrechte (Bau- und Brennholz) hatten. Die Burgmannen, die die Burghut sicherstellten, hatten ihre Anwesen in der Vorburg. Diese Siedlung entwickelte sich zu einer eigenständigen Gemeinde „Burg“. Städtebaulich und rechtlich war sie von der Stadt Gelnhausen völlig unabhängig, hatte sogar ein eigenes Rathaus. Bis 1897 blieb sie selbständig. Erst dann wurde sie nach Gelnhausen eingemeindet.
Anfänglich wurde in der Pfalz auch eine Münzstätte betrieben.

### Weitere Entwicklung
Der Niedergang der Pfalz setzte nach dem Ende des 13. Jahrhunderts ein. Interessanterweise setzen dann die schriftlichen Zeugnisse zu dem Bauwerk überhaupt erst vermehrt ein, weil die Urkunden zu den Verpfändungen überliefert sind. 1363 wurde die Anlage schwer beschädigt, als der Landvogt in der Wetterau gegen Geächtete kämpfte, die sich hier verbarrikadiert hatten. Nachdem die Pfalz von Herrschern für ihre Aufenthalte in der Gegend kaum mehr aufgesucht wurde, nutzten die Einwohner der Burg-Gemeinde das, um die Gebäude für eigene Zwecke zu verwenden. König Wenzel beschwerte sich 1398 wegen dieser übergriffigen Nutzung.
König Karl IV. verpfändete Burg und Stadt 1349. Weder er noch seine Nachfolger lösten sie wieder aus. Über verschiedene Stufen (siehe Übersicht) gelangte die Pfandherrschaft 1431 gemeinsam an die Grafschaft Hanau und die Kurpfalz, die sie als Kondominat verwalteten.
Phasen der Pfandherrschaft
| Zeitraum      | Pfandherrschaft                                                | Pfandherrschaft  | Bemerkungen |
| ------------- | -------------------------------------------------------------- | ---------------- | --- |
| 1349 bis 1431 | Hälfte Schwarzburg                                             | Hälfte Hohnstein | Verpfändung zu je 50 % an Schwarzburg und Hohnstein. |
| 1431 bis 1435 | Schwarzburg                                                    | Schwarzburg      | Schwarzburg hat den Hohnsteiner Anteil übernommen. |
| 1435 bis 1496 | Hälfte Hanau (vorbehaltlich Wiedereinlösung durch Schwarzburg) | Hälfte Kurpfalz  | Schwarzburg verkaufte die Pfandschaft je zur Hälfte an Hanau und Kurpfalz. Auf den Hanauer Anteil behielt sich Schwarzburg ein Recht auf Wiedereinlösung vor. |
| 1496 bis 1736 | Hälfte Hanau-Münzenberg                                        | Hälfte Kurpfalz  | Bei der Heirat von Graf Reinhard IV. von Hanau-Münzenberg und Katharina von Schwarzburg-Blankenburg ging 1496 der Schwarzburger Anteil endgültig an Hanau über. Bei der Teilung der Grafschaft Hanau 1458 kam die Pfandschaft an die Grafschaft Hanau-Münzenberg |
| 1736 bis 1746 | Hälfte Hessen-Kassel                                           | Hälfte Kurpfalz  | Der hanauische Besitz gelangt als Erbe an Hessen-Kassel. |
| 1746–1803     | Hessen-Kassel                                                  | Hessen-Kassel    | Hessen-Kassel kauft den Anteil der Kurpfalz und ist damit alleiniger Pfandherr. 1803 erfolgt die Mediatisierung Gelnhausens zugunsten Hessen-Kassels. Das Pfandschaftsverhältnis war damit gegenstandslos.                                                       |

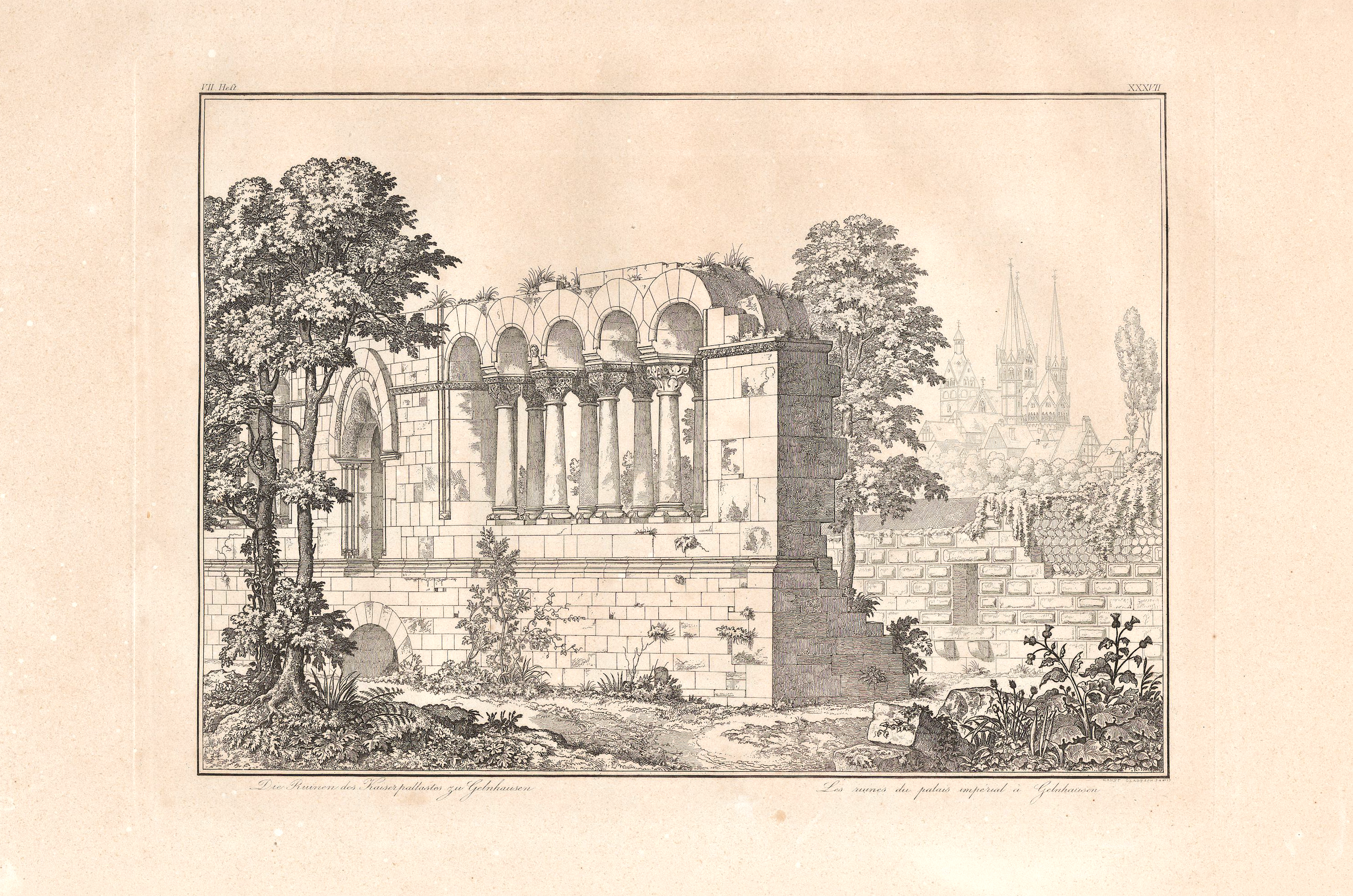
Ansicht um 1840 aus: Georg Moller: Denkmähler der Deutschen Baukunst 3

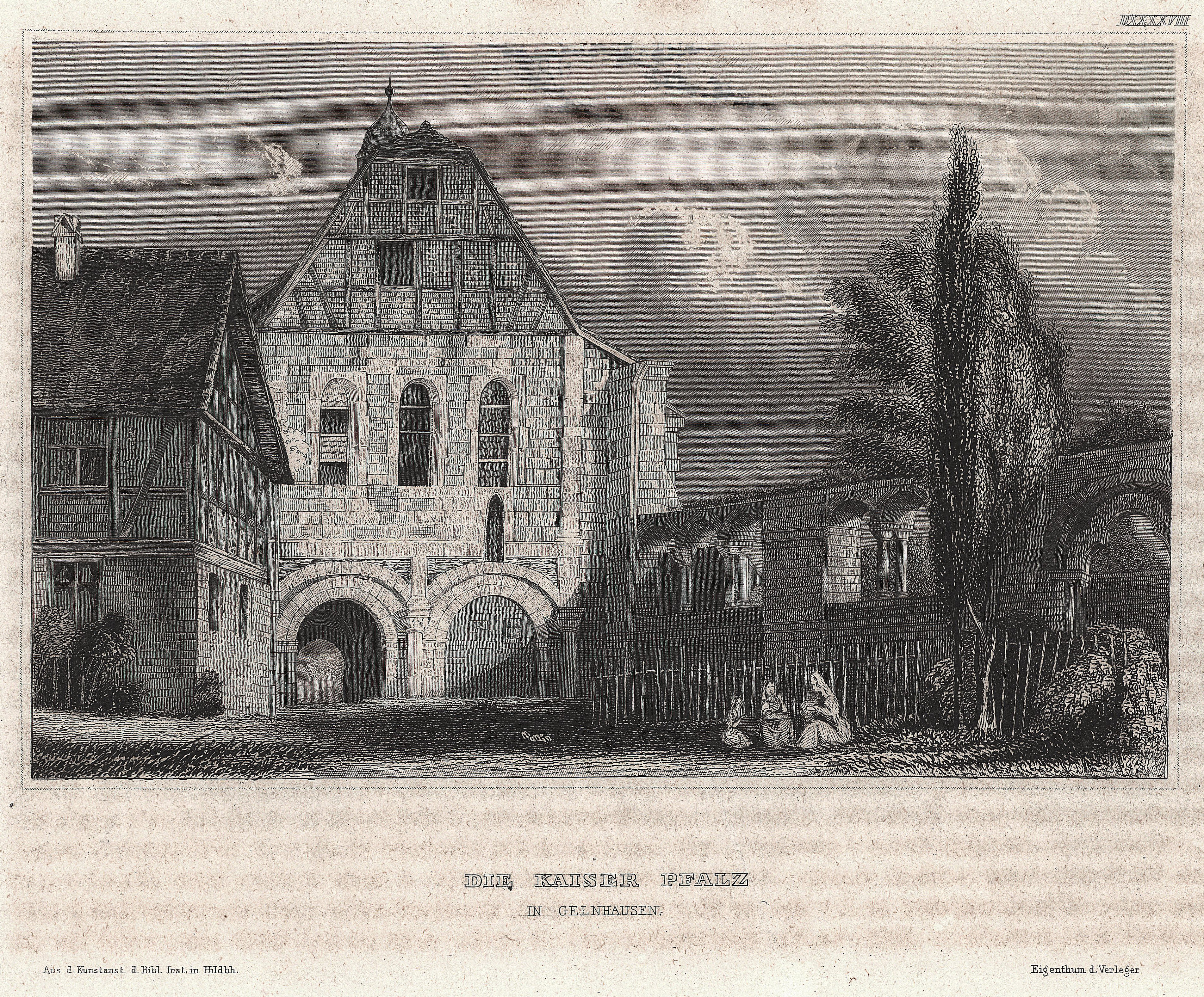
Die Kaiserpfalz um 1847

Immer wieder wurde an der teils baufälligen Anlage herumrepariert. Da sie aber keinen Zweck mehr erfüllte, verfiel sie weiter. Im Dreißigjährigen Krieg wurden Stadt und Pfalz 1634 bei einem Ausfall des Kommandanten der schwedisch besetzten Festung Hanau, Jakob von Ramsay, schwer beschädigt.
Um 1810 gehörte die Pfalz zu den ersten Bauwerken aus der Epoche der Romanik in Deutschland, die die Aufmerksamkeit kunstinteressierter Gelehrter fand. So wurde 1816 deren weitere Nutzung als Steinbruch durch Kurfürst Wilhelm I. von Hessen verboten und 1819 erschien die umfassende Dokumentation von Bernhard Hundeshagen. In der Folge beschäftigte sich auch Georg Moller mit dem Bauwerk. Die Burgenromantik verhalf der Ruine 1827 zu ersten Sicherungsarbeiten, was aber nicht verhinderte, dass die Kapelle angesichts der zu erwartenden Kosten für eine Restaurierung 1856 weitgehend abgerissen wurde. 1860 wurden die Gewölbe der Torhalle abgetragen, neu aufgemauert und seitlich durch Strebepfeiler gegen Abrutschen gesichert. 1881 erhielten die Strebepfeiler eine Beton-Gründung, die offen liegenden Mauerkronen eine Zement-Abdeckung und die Bebauung des Innenhofes wurde abgeräumt. Hier hatten die Burgmannen-Familien der Schelme von Bergen und Boyneburg Häuser errichtet. Im Zuge des Abrisses wurden zahlreiche Spolien entdeckt. Seit 1961 werden permanent Sicherungsarbeiten durchgeführt.
Heute gehört die Pfalz dem Land Hessen und wird von den Staatlichen Schlösser und Gärten Hessen unterhalten. Sie ist mit dem angegliederten Museum öffentlich zugänglich.

## Architektur

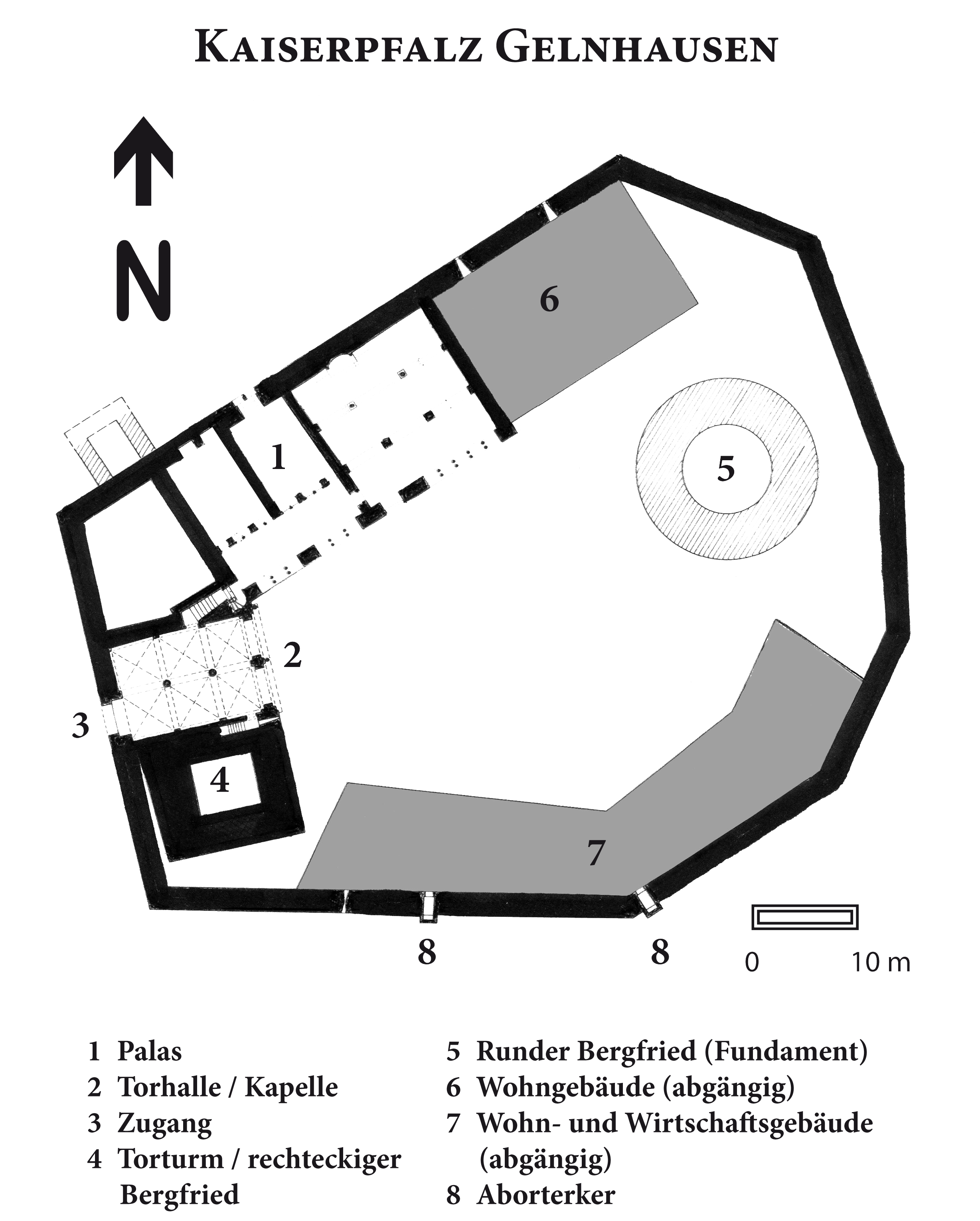

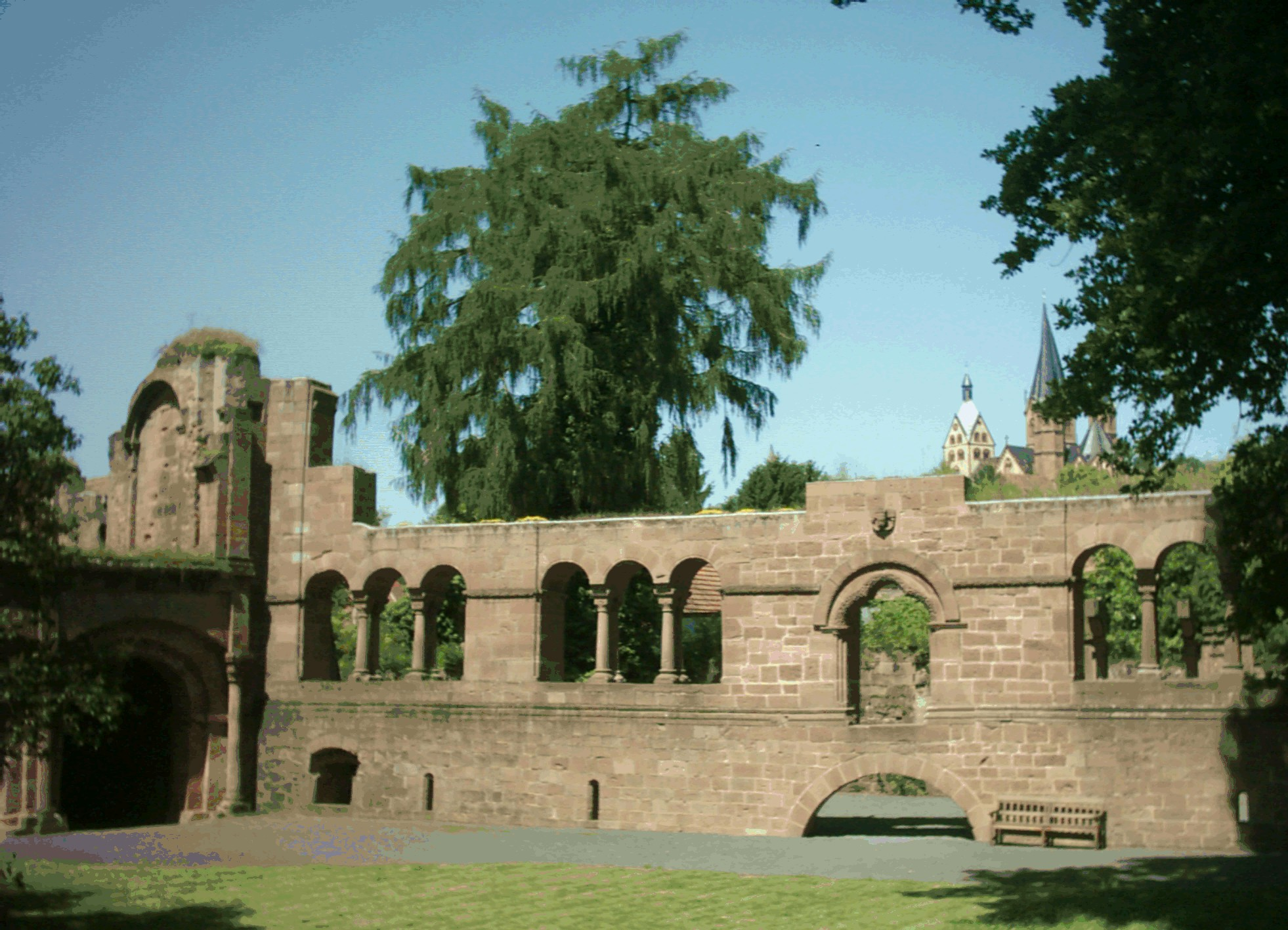
Schaufassade des Palas von Süden

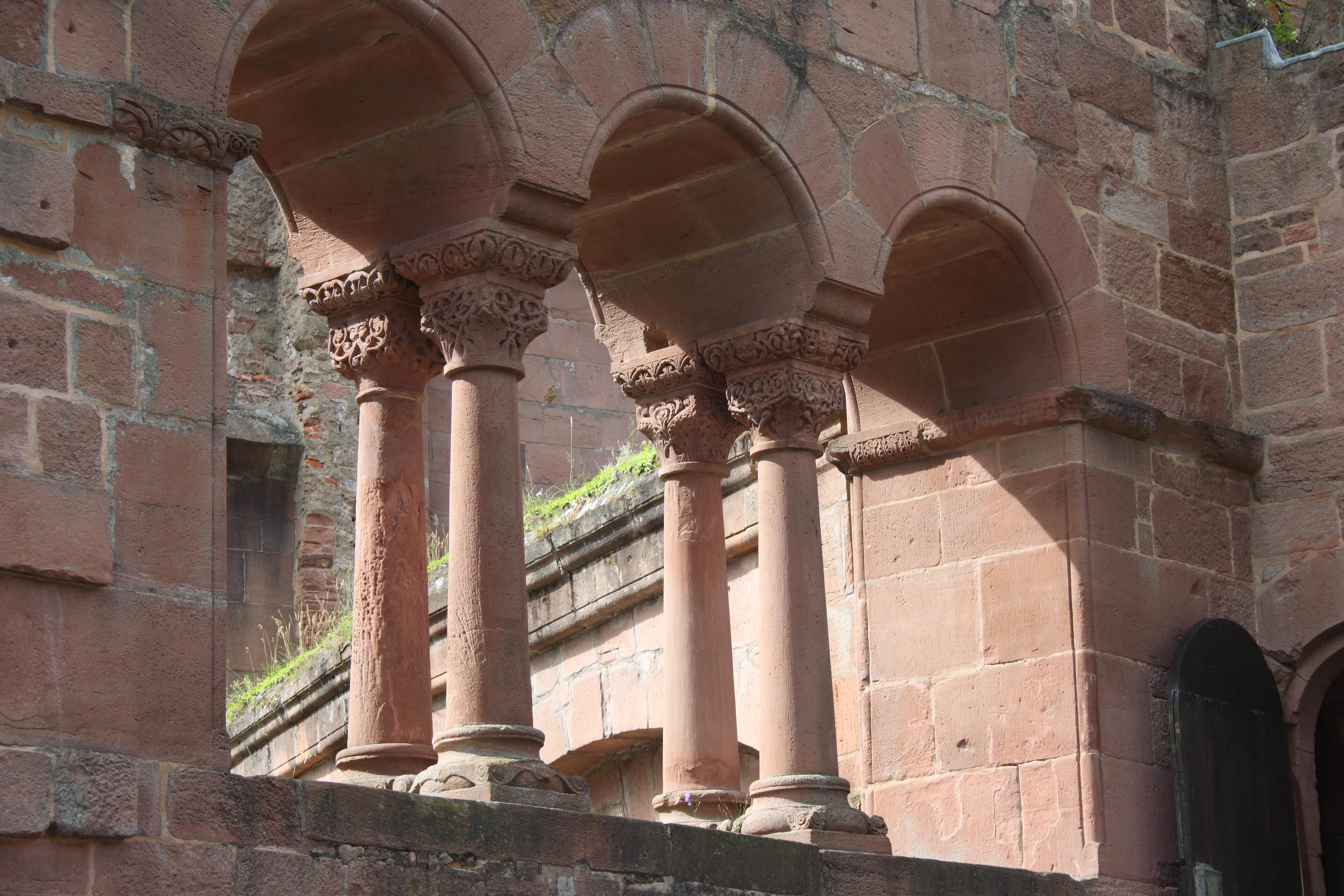
Dreier-Arkade am Palas

Aufgrund der Lage auf einer Kinziginsel wurde die Anlage auf einer Pfahlgründung aus 12.000 etwa 1,50 m tief reichenden Eichenpfählen errichtet, was schon immer erhebliche statische Probleme verursacht. Sie besteht aus einer Kernburg und der Vorburg. Heute sind nur noch Teile der Anlage erhalten. Diese Bauteile gehören zu den bedeutendsten erhaltenen Profanbauten der Romanik in Mitteleuropa und stellen den Höhepunkt staufischer Palastarchitektur dar. Der in der Literatur immer wieder zu lesende Verweis auf eine Stilverwandtschaft mit staufischen Anlagen aus dem Elsaß dürfte nach den neuesten Untersuchungen zur Baugeschichte und der teilweisen Neudatierung der Bauphasen des Wormser Doms zu relativieren sein, nach denen wohl dessen Baustelle die Führungsrolle zukam. Die Baudekoration an der Kaiserpfalz Gelnhausen wurde von Günther Binding umfassend beschrieben und analysiert.

### Ringmauer
Die Ringmauer ist 2,10 m stark und umfasst mit acht Knicken die Anlage, deren meiste Gebäude sie als Rückwand nutzten. Deshalb ist sie nach innen an den Stellen, an denen Gebäude anschlossen, glatt gestaltet, während im Übrigen und nach außen Buckelquader das Bild bestimmen. Sie ist in einigen Abschnitten bis zu einer Höhe von 5,50 m erhalten, aber an keiner Stelle mehr bis zur Höhe des Wehrgangs, der sich etwa 5,80 m über dem Bodenniveau befand, was aus den Anschlussstellen am viereckigen Bergfried geschlossen werden kann.

### Torbau und Kapelle

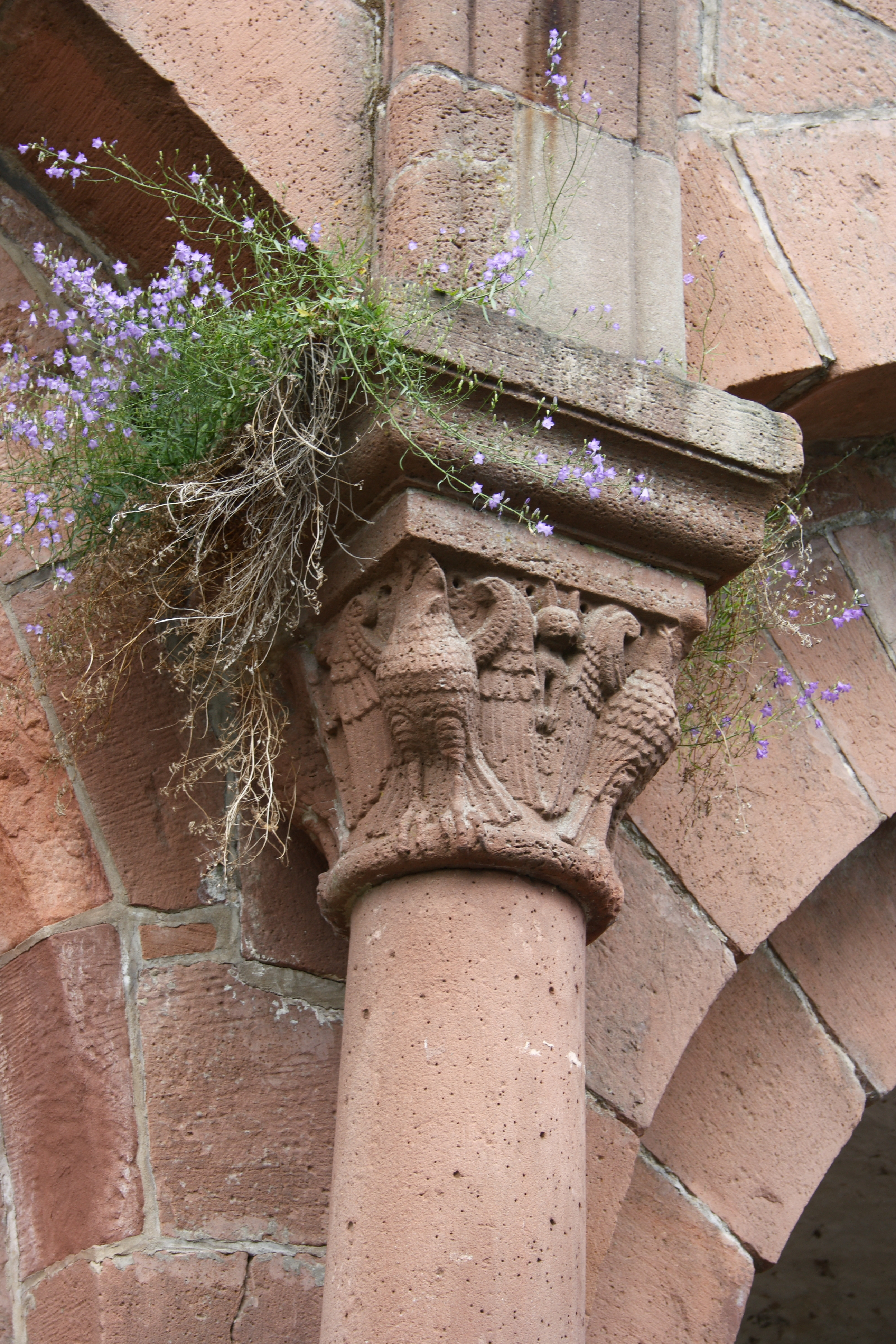
Adlerkapitell an der Hofseite der Torhalle

Der Torbau weist in der Eingangsebene nach außen ein rundbogiges Tor, nach innen eine Arkade mit zwei Bögen auf, die Torhalle erstreckt sich über drei Joche. Die Säulen stehen auf attisch profilierten Basen und tragen Würfelkapitelle. Besonders bemerkenswert ist das Kapitell der mittleren Säule der dem Hof zugewandten Arkade mit der Darstellung eines Adlers. Das südliche Gewölbe stammt aus dem 15. Jahrhundert, während das nördliche im Prinzip noch aus der Erbauungszeit stammt. Allerdings wurden die Gewölbe 1860 abgetragen und neu aufgemauert. Aus der Torhalle führte eine Treppe nördlich in den Palas. Südlich grenzt ein Bergfried mit rechteckigem Grundriss auf 11 × 12,10 m an, der noch bis in eine Höhe von 13 m erhalten ist. Ursprünglich war er doppelt so hoch und der Zugang lag in 7 m Höhe. Der obere Teil wurde 1431 abgetragen, eine Wachstube und ein polygonales Türmchen aufgesetzt.
Die Kapelle lag direkt und mit identischem Grundriss über der Torhalle. 1431 war sie ohne Dach, wurde aber wieder in Stand gesetzt. Im 15. oder 16. Jahrhundert wurde die östliche Wand zum Hof hin mit drei Rundbogenfenstern erneuert. 1764 wurde die Kapelle umgebaut und dann bis 1811 von der Gemeinde Burg für den evangelischen Gottesdienst verwendet. Nach dem Abbruch der Kapelle 1856 sind baulich nur noch geringe Reste erhalten. Erkennbar sind die ursprünglich fünffach gestufte Wandgliederung und rundbogige Nischen.

### Palas

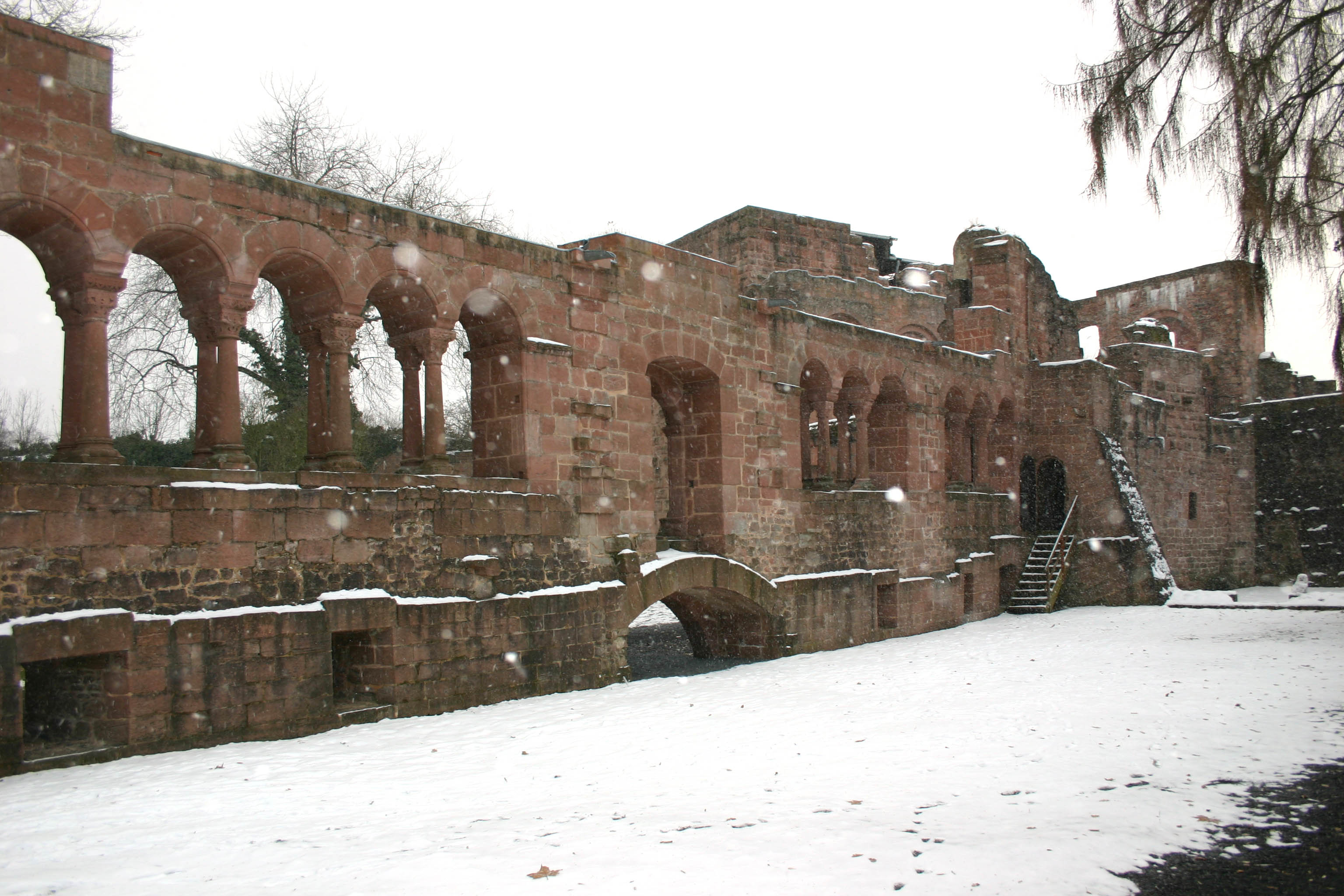
Innenseite der südlichen Palaswand

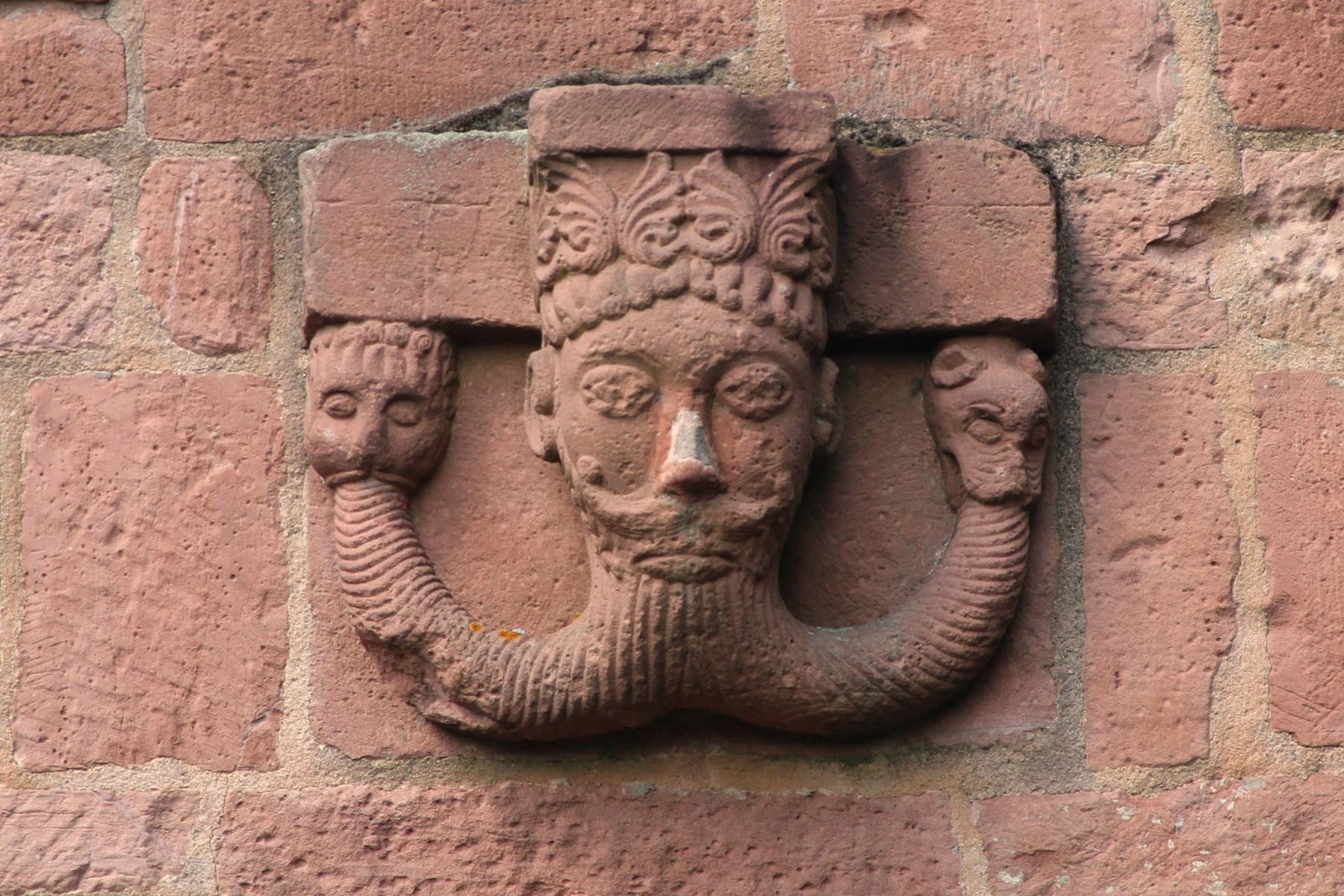
„Barbarossakopf“ über dem Portal des Palas

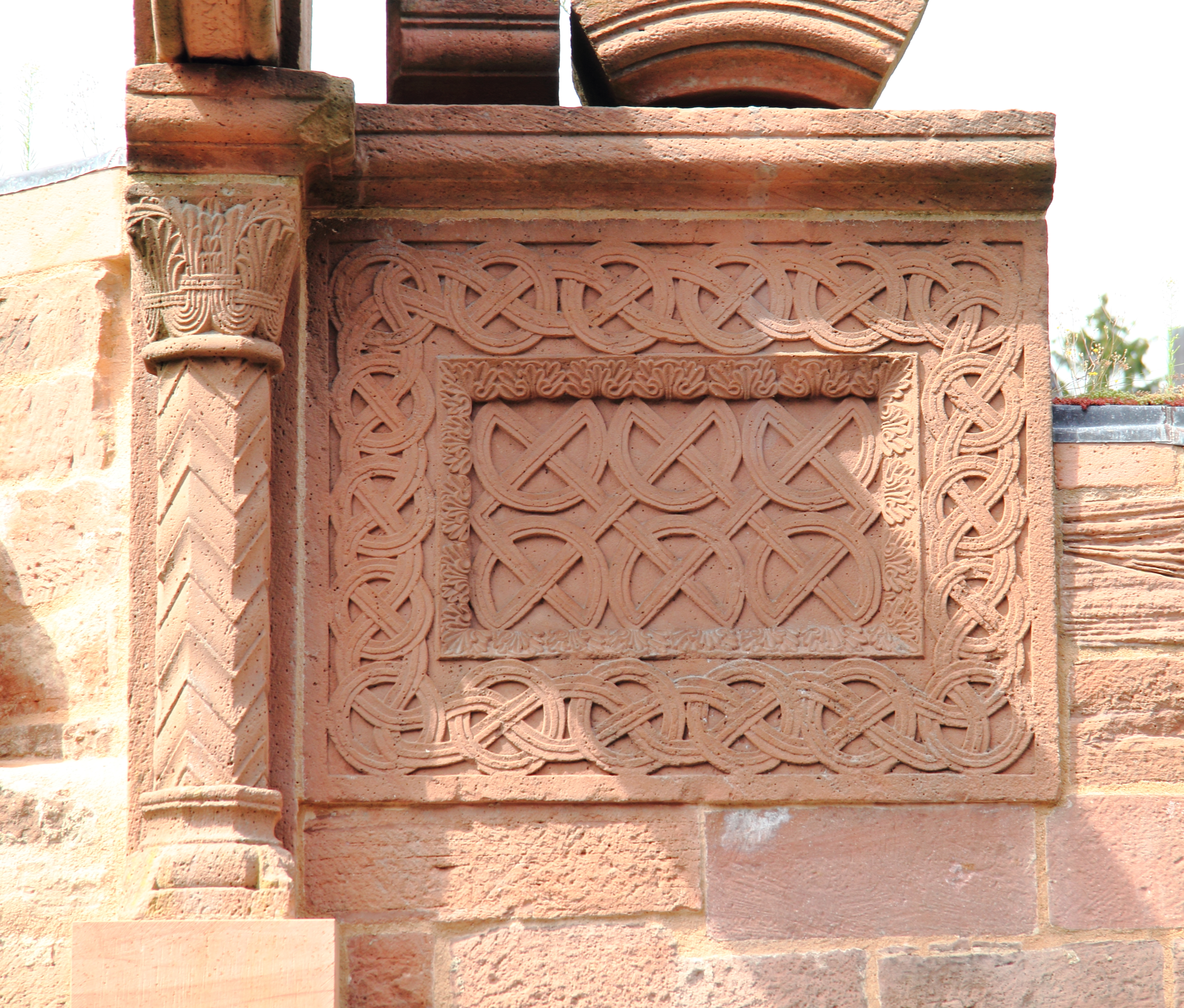
Zierplatte am Kamin im Saal des Wohngeschosses

Der Palas liegt im nördlichen Teil der Pfalz und ist mit der Rückwand an die Ringmauer angebaut. Er hatte eine Grundfläche von 29 × 15,7 m. Über einem niedrigen Untergeschoss liegt ein Hauptgeschoss, das über eine repräsentative, wahrscheinlich zweiläufige Freitreppe vom Hof aus erschlossen war. Die zum Hof ausgerichtete Repräsentationsfassade ist der wohl beeindruckendste Teil der Anlage. Sie ist um 1,30 m versetzt asymmetrisch angelegt, auf der westlichen Seite mit 3+3, auf der östlichen mit fünf Fensterachsen, die jeweils als Arkaden zusammengebunden und intern mit Doppelsäulen gestaltet sind. Deren Blockkapitelle sind mit pflanzlichen Motiven dekoriert. Zwischen der doppelten Dreiergruppe und der Fünfergruppe der Fenster liegt das Eingangsportal mit einem Abschluss in Kleeblattform, üppig dekoriert mit Ranken. Der darüber eingemauerte „Barbarossakopf“ wurde hier erst später angebracht. Seine Herkunft ist unbekannt. Das Stockwerk darüber wird im Detail unterschiedlich rekonstruiert: So wird ein großes Auftrittsfenster in den Dimensionen des darunter liegenden Portals angenommen oder ein Doppelfenster. von der übrigen Fensteranordnung wird angenommen, dass sie die des darunter liegenden Geschosses wiederholte.
Durch archäologische Untersuchungen ist bekannt, dass das Untergeschoss fünf Räume aufwies, die alle von einem zentralen Raum hinter dem heute als Bogen noch erkennbaren Zugang erschlossen waren. Anhand der Bauanschlüsse – die Innenbebauung war weitestgehend in Holz ausgeführt – wird für die untere Hauptebene ein hinter der Fassade liegender Gang angenommen, der das Stockwerk erschloss. Entsprechend der Fenstergliederung sollen hier westlich zwei Wohnräume, östlich ein Saal gelegen haben. Hier ist ein mächtiger Kamin erhalten. Im darüber liegenden Stockwerk wird der Hauptsaal vermutet. Die zugehörige Treppe könnte sich im Winkel zum Torbau befunden haben. An der Nordseite, integriert in die Ringmauer, befand sich ein Aborterker, der von beiden Ebenen aus genutzt werden konnte. Bauliche Reste sind erhalten.

### Bergfried
Als einziges freistehendes Bauwerk der Anlage befinden sich im Hof die Fundamente eines Bergfrieds. Dieser wies 4 m dicke Wände und einen Durchmesser von 16 m auf. Es ist wahrscheinlich, dass er niemals fertig gestellt wurde, da ein Bauwerk dieser Dimensionen in dem weichen Baugrund hoch problematisch war, die erhaltenen Fundamente – im Gegensatz zu dem Turm am Tor – aber völlig waagrecht liegen. Die Fundamente wurden erst bei einer Ausgrabung 1931 wieder freigelegt. Er hat einen sorgfältig profilierten Sockel.

### Weitere Gebäude
Innerhalb der Ringmauer befanden sich weitere Gebäude, die aber nicht erhalten sind:
- Östlich an den Palas schloss sich ein weiteres Gebäude an, das archäologisch nachgewiesen wurde, von dem aber oberirdisch nur geringe Reste erhalten sind.[35]
- An der südlichen Ringmauer standen Wirtschaft- und Wohngebäude.[36]